# Дијагноза: Убиство (6. сезона)
Шеста сезона серије Дијагноза: Убиство емитована је од 24. септембра 1998. године до 13. маја 1999. године четвртком у 21 час на каналу ЦБС.
Сезону је и у целости и у два дела на ДВД-у издао Visual Entertainment, Inc.

## Опис
Главна постава се у овој сезони није мењала.

## Улоге
- Дик ван Дајк као др. Марк Слоун
- Викторија Ровел као др. Аманда Бентли
- Чарли Шлатер као др. Џеси Травис
- Бери ван Дајк као Стив Слоун

## Епизоде
| Бр. еп. (укупно) | Бр. еп. (у сезони) | Наслов                                     | Редитељ               | Сценариста                                                       | Премијера           | Гледаност у САД-у (милиони) |
| --- | ------------------ | ------------------------------------------ | --------------------- | ---------------------------------------------------------------- | ------------------- | --------------------------- |
| 111 | 1                  | "Васкрснуће (1. део)"                      | Кристијан И. Најби II | Ли Голдберг и Вилијам Рабкин                                     | 24. септембар 1998. | 13.20                       |
| Пошто је Кејтлин Свини дигла у ваздух Општу болницу, бројни људи остали су заробљени у рушевинама. Марк је напорно радио како би спасио Амандин живот. После 4 месеца, болница је поново отворена, а Стив је објавио да је Кејтлин почела да пљачка штедионице како би снабдела новцем УПНП - Устанички покрет наоружаних побуњеника. Стив и Џеси су разговарали о плановима да купе Роштиљ код Боба јер ће се затворити и замолили су Марка за позајмицу како би га купили. Кејтлин и УПНП су извукли Картера Свинија из затвора. |                    |                                            |                       |                                                                  |                     |                             |
| 112 | 2                  | "Васкрснуће (2. део)"                      | Кристијан И. Најби II | Ли Голдберг и Вилијам Рабкин                                     | 24. септембар 1998. | 13.20                       |
| Свинијеви су отели Марка из његове куће и тражили му да смисли начин како ће да им набави 100 милиона одлара или ће наставити да дижу у ваздух радње и гостионице и убијати невине људе. Марк је пристао и смислио генијалан план са лажним блиндираним возилом. |                    |                                            |                       |                                                                  |                     |                             |
| 113 | 3                  | "Док нас смрт не растави"                  | Макс Таш              | Теренс Винтер                                                    | 1. октобар 1998.    | 15.40                       |
| Уз помоћ младожење, млада је смислила да убије свог оца и смести маћехи злочин. |                    |                                            |                       |                                                                  |                     |                             |
| 114 | 4                  | "Погрешан број"                            | Кристијан И. Најби II | Џејмс Л. Новак                                                   | 8. октобар 1998.    | TBA                         |
| Слоуну је дојављена отмица када је отмичар грешком позвао његов број. |                    |                                            |                       |                                                                  |                     |                             |
| 115 | 5                  | "Крв ће тећи"                              | Кристофер Хиблер      | Робин Бернхајм                                                   | 15. октобар 1998.   | TBA                         |
| Наводно мртав човек је побегао из обдукцијске лабораторије и почео да терорише Општу болницу. |                    |                                            |                       |                                                                  |                     |                             |
| 116 | 6                  | "Ванземаљци"                               | Брус Сeт Грин         | Џ. Лари Керол и Дејвид Бенет Карен                               | 29. октобар 1998.   | TBA                         |
| Џесија су изгледа отели ванземаљци. |                    |                                            |                       |                                                                  |                     |                             |
| 117 | 7                  | "Пиши, убила је"                           | Френк Такери          | Џеклин Блејн                                                     | 5. новембар 1998.   | TBA                         |
| Списатељица загонетних романа убила је свог агента у нади да ће јој истрага дати подстрек за следећу књигу. |                    |                                            |                       |                                                                  |                     |                             |
| 118 | 8                  | "Прозори у двориште '98"                   | Винсент Мекивити      | Џеклин Блејн                                                     | 12. новембар 1998.  | TBA                         |
| Пошто је Аманда пријавила да је видела убиство на интернету, хакер јој је хаковао све преносе преко интернета. |                    |                                            |                       |                                                                  |                     |                             |
| 119 | 9                  | "Последње одмаралиште"                     | Кристијан И. Најби II | Пол Бишоп                                                        | 19. новембар 1998.  | TBA                         |
| Стив је дошао код свог проблематичног ортака Реџија Акројда у установу за помоћ полицајцима под секирацијом. Реџи изгледа као у заблуди и стално криви убицу ког је ухватио за отмицу жене и ћерке, а Стив му да је подршку. Он и Стив су пуштени па су кренули у потрагу за њима и пронашли њихова тела помоћу гласова у Реџијевој глави, али није све тако сујеверно јер постоји потпуно разумно објашњење за све. |                    |                                            |                       |                                                                  |                     |                             |
| 120 | 10                 | "Убиствох4"                                | Френк Такери          | Џ. Лари Керол и Дејвид Бенет Карен                               | 3. децембар 1998.   | TBA                         |
| Три наводно бесмислена убиства су се десила. Убице су ухваћене, али из различитих разлога неће да проговоре. Полиција и лекар потражили су везу и пронашли је. Починиоци сви болују од неизлечиве болести, али ко их је унајмио? Како им је плаћено? Покушавају да спрече 4. убиство. |                    |                                            |                       |                                                                  |                     |                             |
| 121 | 11                 | "Мртав у води"                             | Нима Барнет           | Рoбин Бернхајм                                                   | 17. децембар 1998.  | TBA                         |
| Џеси и Сузан остали су заглављени у малом приобалном граду јер су им се кола покварила док су ишли у Кармел на романтично путовање. Сузан је приметила свог вереника Грега који је наводно умро пре 5 година.Град изгледа обилно богат без икаквог очигледног извора за то. Грег је убијен, а Џесија и Сузан је за злочин оптужио шериф Келзо у покушају да се прикрије прљава тајна града. |                    |                                            |                       |                                                                  |                     |                             |
| 122 | 12                 | "Заробљени у рају"                         | Брус Сет Грин         | Еpни Валенгрен                                                   | 7. јануар 1999.     | TBA                         |
| Стив је отишао на тајни задатак како би истражио низ убистава у елитном крају. У тома му "помаже" новинарка таблоида која глуми његову жену. Неколико живих грађана се воде као покојни по отисцима прстију. |                    |                                            |                       |                                                                  |                     |                             |
| 123 | 13                 | "Гласови носе"                             | Кристофер Хиблер      | Ли Голдберг и Вилијам Рабкин                                     | 21. јануар 1999.    | TBA                         |
| Детектив у пензији Хари Трамбл наставио је да тражи убицу познатог под надимком "Убица шаљивџија" и лагаће, варати и убити док га не нађе. |                    |                                            |                       |                                                                  |                     |                             |
| 124 | 14                 | "Убиство, мој апартман"                    | Џим Џонсон            | Синопсис: Е. Ф. Валенгрен Сценарио: Ли Голдберг и Вилијам Рабкин | 28. јануар 1999.    | TBA                         |
| Опака жена пустила је смртоносну бактерију међу госте једног луксузног хотела, али која је њена побуда? |                    |                                            |                       |                                                                  |                     |                             |
| 125 | 15                 | "Убиство на сат"                           | Кристофер Хиблер      | Џ. Лари Керол и Дејвид Бенет Карен                               | 4. фебруар 1999.    | TBA                         |
| Низни убица убија на сат у Општој болници. |                    |                                            |                       |                                                                  |                     |                             |
| 126 | 16                 | "Спаси ме"                                 | Вилијам Рабкин        | Џеклин Блејн                                                     | 11. фебруар 1999.   | TBA                         |
| Жртва несреће развила је кобну привлачност према Џесију. |                    |                                            |                       |                                                                  |                     |                             |
| 127 | 17                 | "Доле међу мртвима"                        | Бери Штајнберг        | Пол Бишоп                                                        | 18. фебруар 1999.   | TBA                         |
| Злочинац наоружан до зуба изгледа има последњу жељу. |                    |                                            |                       |                                                                  |                     |                             |
| 128 | 18                 | "Никад не реци умри"                       | Френк Такери          | Бери ван Дајк                                                    | 25. фебруар 1999.   | TBA                         |
| Деликвент из поправног дома добио је принудни рад у боксерској теретани где је смрт младог боксера подигла сумњу. Он је истрчао пред аутобус како би показао да је неуништив. Нешто у флашицама тера боксере да буду јако ратоборни. |                    |                                            |                       |                                                                  |                     |                             |
| 129 | 19                 | "Ђубре од телевизије (1. део)"             | Рон Сатлов            | Ли Голдберг                                                      | 29. април 1999.     | TBA                         |
| Необични болесник у Општој болници је "Маскирани чаробњак" који открива како се изводе трикови у специјалу на Pox TV, али га је погодила права стрела због минирања. У међувремену, противничка телевизија ГБЦ спрема серију "Лекар опасност" која је наводно настала према Марку Слоуну, али када је погледао пробну епизоду, он је одбио да има било какве везе са серијом. Џеси је, међутим, пристао да пише сценарио за серију. Убрзо после тога, и маскирани чаробњак, који је скинуо маску да би показао да је неумољив, и глумац који игра лик "Доктора опасност" насталог по Марку су побијени на снимању. Марк је ухватио првог убицу, али није прихватио да је побуда иста и за друго убиство што значи да је други убица још увек на слободи. Док Кент Бодин води емисију о ужасу који кружи Холивудом после убиства два ТВ лица, Марк је убеђен да је Џеси на правом путу када је открио побуду рекавши да све муче програмске шеме противничких телевизија због бројки у гледаностима. |                    |                                            |                       |                                                                  |                     |                             |
| 130 | 20                 | "Ђубре од телевизије (2. део)"             | Рон Сатлов            | Двјеид Бенет Карен и Џ. Лари Керол                               | 29. април 1999.     | TBA                         |
| На продуцента Џексона Барлија не обраћају пажњу чак ни његови штићеници, а чим је звезда Џери Лејн одбио понуду да пређе на западнообалску телевизијску мрежу ГБЦ подпредседника Гарта Зенда, највише гледане телевизије прошлог четвртка после претходних злочина, њега је колима ударио лажни радник на паркингу. Пошто је Зенд позвао Марка на гурманску вечеру да га заплаши, на којој је била и могуће отровна јапанска риба, срећа му је окренула леђа: нашао се у Општој болници, нико из ГБЦ-а неће да му се јави, а када га је Лејн раскринкао, он је буквално почео да се плаши убице па је заменио свој картон са болесниковим у кревету до његовог. |                    |                                            |                       |                                                                  |                     |                             |
| 131 | 21                 | "Крвне везе"                               | Брус Сет Грин         | Ли Гoлдберг и Вилијам Рабкин                                     | 6. мај 1999.        | TBA                         |
| Макроа Милтона Вајлдера убиле су у уличици четири жене за које се касније испоставило да су полицајке. Две искрене полицајке, детективка Ејми Девлин и њена побожна ортакиња Тејлор Лукас истражују тај случај, али Ејми прво хоће да покупи жену која је платила јемство у кафани. Док су је водиле ка колима, њу је неко убио из уличице, а оне су узвратила ватром и раниле пуцачицу. Тејлорова се ранила у руку како би могли да пронађу прљаву лекарку како би ушила рану, а лекарка им је рекла име рањене пуцачице па су схватиле да су случајеви повезани. Она је у ствари једна од те четири. Марк и Аманда су приметили образац по ком злочинци бивају побијени и коришћени као даваоци органа чији органи и крвне групе случајно хитно требају и схватили како починиоци добијају податке о болесницима којима хитно требају органи па су им поставили клопку на месту где ће бити следећа жртва.                                                                                        |                    |                                            |                       |                                                                  |                     |                             |
| 132 | 22                 | "Данас је последњи дан остатка мог живота" | Рон Сатлов            | Ернест Киној                                                     | 13. мај 1999.       | TBA                         |
| Марк Слоун покушава да ухапси нову лекарку због убиства јер је помогла двома болесника који болују од неизлечивих болести да се убију. |                    |                                            |                       |                                                                  |                     |                             |